# 柴达木沙拐枣
柴达木沙拐枣（学名：Calligonum zaidamense）为蓼科沙拐枣属的植物，是中国的特有植物。分布在中国大陆的青海、新疆等地，生长于海拔1,500米至2,700米的地区，多生长于沙丘或沙砾质荒漠，目前尚未由人工引种栽培。